# Grand Prix Sezon 1916
Sezon Grand Prix 1916 – kolejny sezon wyścigów Grand Prix organizowanych w Stanach Zjednoczonych przez AIACR. W Europie nie odbyły się wyścigi z powodu toczącej się I wojny światowej.

## Podsumowanie Sezonu
| Data         | Grand Prix                      | Tor          | Zwycięzca (kierowcy)       | Zwycięzca (konstruktorzy) | Wyniki |
| ------------ | ------------------------------- | ------------ | -------------------------- | ------------------------- | ------ |
| 16 listopada | Vanderbilt Cup                  | Santa Monica | Dario Resta                | Peugeot                   | Wyniki |
| 18 listopada | Grand Prix Stanów Zjednoczonych | Santa Monica | Howdy Wilcox Johnny Aitken | Peugeot                   | Wyniki |